# 5te
|  | Sammenskrivningsforslag Artiklen 5te er foreslået føjet ind i IT-Universitetet i København. (Siden marts 2015) Diskutér forslaget |

5te IT-væksthuset ligger på 5. sal på IT-Universitetet i København. Det er et samarbejde mellem Symbion Science Park, Alexandra Instituttet / Innovation Lab Katrinebjerg og Forskerpark Aarhus. Visionen med IT væksthuset er at skabe samarbejde mellem erhvervsliv, universiteter og det offentlige. Det er muligt for små nystartet virksomheder at leje lokaler i væksthuset. 